# Zemský okres Meklenburská jezerní plošina
Zemský okres Meklenburská jezerní plošina (německy Landkreis Mecklenburgische Seenplatte) je zemský okres v německé spolkové zemi Meklenbursko-Přední Pomořansko. Sídlem správy zemského okresu je město Neubrandenburg. Má přibližně 262 tisíc obyvatel. 

## Města a obce
Města:
1. Altentreptow
2. Burg Stargard
3. Dargun
4. Demmin
5. Friedland
6. Malchin
7. Malchow
8. Mirow
9. Neubrandenburg
10. Neukalen
11. Neustrelitz
12. Penzlin
13. Röbel/Müritz
14. Stavenhagen
15. Waren (Müritz)
16. Wesenberg
17. Woldegk

Obce:
1. Alt Schwerin
2. Altenhagen
3. Altenhof
4. Ankershagen
5. Bartow
6. Basedow
7. Beggerow
8. Beseritz
9. Blankenhof
10. Blankensee
11. Blumenholz
12. Bollewick
13. Borrentin
14. Bredenfelde
15. Breesen
16. Breest
17. Briggow
18. Brunn
19. Buchholz
20. Burow
21. Bütow
22. Carpin
23. Cölpin
24. Datzetal
25. Duckow
26. Faulenrost
27. Feldberger Seenlandschaft
28. Fincken
29. Fünfseen
30. Galenbeck
31. Genzkow
32. Gielow
33. Gnevkow
34. Godendorf
35. Göhren-Lebbin
36. Golchen
37. Gotthun
38. Grabow-Below
39. Grabowhöfe
40. Grammentin
41. Grapzow
42. Grischow
43. Groß Kelle
44. Groß Miltzow
45. Groß Nemerow
46. Groß Plasten
47. Groß Teetzleben
48. Grünow
49. Gültz
50. Gülzow
51. Hohen Wangelin
52. Hohenbollentin
53. Hohenmocker
54. Hohenzieritz
55. Holldorf
56. Ivenack
57. Jabel
58. Jürgenstorf
59. Kargow
60. Kentzlin
61. Kieve
62. Kittendorf
63. Klein Vielen
64. Kletzin
65. Klink
66. Klocksin
67. Knorrendorf
68. Kratzeburg
69. Kriesow
70. Kublank
71. Kuckssee
72. Kummerow
73. Lärz
74. Leizen
75. Lindenberg
76. Lindetal
77. Ludorf
78. Massow
79. Meesiger
80. Melz
81. Möllenbeck
82. Möllenhagen
83. Mölln
84. Moltzow
85. Neddemin
86. Neetzka
87. Neuenkirchen
88. Neverin
89. Nossendorf
90. Nossentiner Hütte
91. Peenehagen
92. Penkow
93. Petersdorf
94. Pragsdorf
95. Priborn
96. Priepert
97. Pripsleben
98. Rechlin
99. Ritzerow
100. Röckwitz
101. Rosenow
102. Sarow
103. Schloen-Dratow
104. Schönbeck
105. Schönfeld
106. Schönhausen
107. Schwarz
108. Siedenbollentin
109. Siedenbrünzow
110. Sietow
111. Silz
112. Sommersdorf
113. Sponholz
114. Staven
115. Stuer
116. Torgelow am See
117. Trollenhagen
118. Tützpatz
119. Userin
120. Utzedel
121. Varchentin
122. Verchen
123. Vipperow
124. Voigtsdorf
125. Vollrathsruhe
126. Walow
127. Warrenzin
128. Werder
129. Wildberg
130. Woggersin
131. Wokuhl-Dabelow
132. Wolde
133. Wredenhagen
134. Wulkenzin
135. Wustrow
136. Zepkow
137. Zettemin
138. Zirzow
139. Zislow